# Gambische Fußballnationalmannschaft (U-17-Juniorinnen)
Die gambische U-17-Fußballnationalmannschaft der Frauen repräsentiert Gambia im internationalen Frauenfußball. Die Nationalmannschaft untersteht der Gambia Football Federation und wurde bei ihrem bisher letzten Auftritt 2018 von Abdoulie Bojang trainiert.
Die Mannschaft tritt beim U-17-Afrika-Cup und der U-17-Weltmeisterschaft für Gambia an. Den bislang größten Erfolg feierte das Team mit dem Halbfinal-Sieg beim Afrika-Cup 2012 und der damit verbundenen Qualifikation für die Weltmeisterschaft 2012, wo man jedoch nach drei deutlichen Niederlagen in der Vorrunde mit null Punkten und 2:27 Toren ausschied. Es blieb die bisher einzige Teilnahme der gambischen U-17-Auswahl an einer WM-Endrunde.
Für internationale Aufmerksamkeit sorgte im Oktober 2016 der Tod der früheren U-17-Nationalspielerin Fatim Jawara. Die ehemalige gambische Torhüterin, Fan des FC Bayern München, wollte aus ihrer Heimat nach Deutschland fliehen und ertrank beim Untergang eines Flüchtlingsboots auf dem Mittelmeer.

## Turnierbilanz

### Weltmeisterschaft
| Jahr   | Gastgeber           | Platzierung        |
| ------ | ------------------- | ------------------ |
| 2008   | Neuseeland          | nicht teilgenommen |
| 2010   | Trinidad und Tobago | nicht teilgenommen |
| 2012   | Aserbaidschan       | Gruppenphase       |
| 2014   | Costa Rica          | nicht teilgenommen |
| 2016   | Jordanien           | nicht teilgenommen |
| 2018   | Uruguay             | nicht qualifiziert |
| 2021 1 | Indien 1            | – 1                |
| 2022   | Indien              | nicht teilgenommen |

### Afrika-Cup
| Jahr   | Gastgeber             | Platzierung        |
| ------ | --------------------- | ------------------ |
| 2008   | Hin- und Rückspiele   | nicht teilgenommen |
| 2010   | Hin- und Rückspiele   | nicht teilgenommen |
| 2012   | Hin- und Rückspiele   | Halbfinal-Sieger 2 |
| 2013   | Hin- und Rückspiele   | nicht teilgenommen |
| 2016   | Hin- und Rückspiele   | nicht teilgenommen |
| 2018   | Hin- und Rückspiele   | Viertelfinale 2    |
| 2020 3 | Hin- und Rückspiele 3 | – 3                |
| 2022   | Hin- und Rückspiele   | nicht teilgenommen |